# Desa Bareng (administrativ by i Indonesien, Nusa Tenggara Timur)
Desa Bareng är en administrativ by i Indonesien.   Den ligger i provinsen Nusa Tenggara Timur, i den sydöstra delen av landet, 1 900 km öster om huvudstaden Jakarta. Desa Bareng ligger på ön Pulau-pulau Solor.